# Hamar Jernstøberi
Hamar Jernstøberi og Mekaniske Verksted oder HamJern ist ein ehemaliger Industriebetrieb in Hamar in Norwegen, der unter der Furnes-Hamjern Holding in mehrere Gesellschaften aufgeteilt wurde. Die ursprüngliche Gießerei wurde am 21. Mai 1895 von Espern zwischen dem Bahngelände und dem Mjøsa gegründet und wurde rasch durch ihre Gießereiprodukte sowie Öfen und Herde bekannt. Später wurde das Produktionsspektrum durch Gußerzeugnisse für den Handel, Eisenbahnmaterial sowie Landmaschinen wie Eggen, Heuwender und Holzbearbeitungsmaschinen erweitert.

## Geschichte
Ab 1901 wurde der Schwerpunkt der Produktion auf den Lokomotivbau gelegt, nachdem zuvor erfolgreich ein Auftrag mit Erzgüterwagen erledigt worden war.
Es wurden rund 200 Dampflokomotiven von HamJern gebaut, darunter auch einige der Dovregubben, der größten Dampflokomotive Norwegens. Später wurden zudem elektrische Lokomotiven produziert.
HamJern war lange einer der größten Arbeitgeber in Hedmark und beschäftigte 1943 über 400 Arbeiter und 75 Angestellte. Während der 1960er-Jahre und erneut in den 1980er-Jahren wurden die Fabrikgebäude modernisiert und ungefähr zur gleichen Zeit übernahm Munck Cranes einen Teil der Werkstätten, um Schiffskräne zu produzieren. 1984 wurde die Blechteilbearbeitung von Ameco übernommen.

## Übersicht

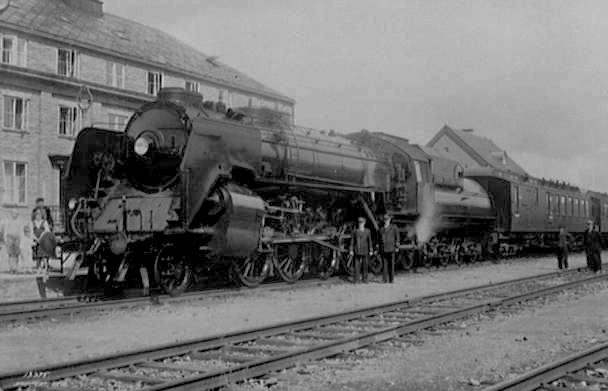
Einige der Dovregubben wurde von Hamar Jernstøberi gebaut

- 1895 – Gründung der Hamar Jernstøberi
- 1901 – Der Schwerpunkt der Fabrik wurde der Lokomotivbau
- 1920 – Kooperation zwischen den beiden großen norwegischen Lokomotivherstellern Thunes mekaniske verksted und Hamar Jernstøberi
- 1968 – Gründung von Hamjern Maskin
- 1979 – Moelven Jernstøperi wurde aufgekauft, die Gesellschaft änderte ihren Namen in Furnes-Hamjern Moelven Jernstøperi
- 1984 – Neuaufteilung der vorhandenen Betriebe und Umstrukturierung der Gesellschaft
- 1996 – Munck Cranes übernahm die Furnes-Hamjern-Holding